# Дмитриев, Иван Иванович (энергетик)
Иван Иванович Дмитриев (19 мая [1 июня] 1906, Ундол, Владимирская губерния — 1971, Москва) — советский хозяйственный, государственный и политический деятель.

## Биография
Родился 19 мая 1906 года в Ундоле (ныне город Лакинск). Член КПСС.
С 1920 года — на хозяйственной, общественной и политической работе. В 1920—1971 гг. — инженерный и административный работник, начальник отдела ВСНХ СССР и Наркомтяжппрома СССР, заместитель начальника, начальник планово-производственного отдела, заместитель начальника, начальник Главного управления «Главгидроэнергострой», заместитель наркома стройматериалов РСФСР, заместитель наркома, заместитель министра Министерства электростанций СССР, заместитель председателя Иркутского совнархоза, заместитель ВСНХ РСФСР, заместитель управляющего трестом «Энергостройконструкция», заместитель начальника, начальник управления капитального строительства Госстроя СССР, заместитель начальника управления в Госстрое СССР, начальник Главснаба и член коллегии Министерства энергетики СССР.
Умер в 1971 году в Москве.